# Miquel Perelló Villalonga «Canta»
Miquel Perelló Villalonga «Canta» (Búger, 1915-1990). Glosador.

## Biografia
Va néixer a Búger el 7 de desembre de 1915. Era fill de Miquel Perelló Torrens "de Can Canta", i de Maria Villalonga Payeras "de sa Sorteta". En Miquel fou el major de cinc germans d'una família pobra, de pagesos, com gairebé totes les d'aquell temps. A 32 anys, va contreure matrimoni amb Úrsula Amengual "Popuda", i tengueren quatre fills: Miquel, Biel, Pere i Pep. Al llarg de la seva vida, va dur a terme un seguit de feines no sols de tipus agrari, sinó també com a mercader de bísties o treballador de la central elèctrica de Son Vivot o de la cimentera de Lloseta, que sabé combinar amb cura amb una apassionant dedicació a la poesia popular, a les gloses.

## El glosador
De petit ja va començar a fer gloses per influència del seu pare. Anava a vetlades de glosadors i els que més li agradaven eren en Llorenç Capellà "Batle" d'Algaida i en Sebastià Vidal "Sostre" de Cas Concos. del qual va ser molt amic. Va compondre una sèrie de plaguetes de gloses, algunes d'elles publicades el 1993 per Josep Martorell: "Sempre he duit bona sort. Monòleg còmic i en vers originat fet pen Miquel "Canta" de Búger" (1933), "Lo que són ses joves del dia" (1934), "Poesia de Mallorca" (1934), "Lo que em passà per Ciutat" (1938), "Es gats i ses gates" (1955) i el sainet "S'Ajuntament des gats". Tanmateix, la seva tasca de glosador és recordada també per centenars de gloses que va improvisar per un o altre motiu.
Un any va ploure poc i quan els sembrats començaren a patir set el capellà de Búger va resoldre fer rogatives. Tot el poble en va fer, però no va ploure i els sembrats es varen morir de set. Quan va venir el temps de segar va tirar de mal temps i cada dia plovia. En Canta es va trobar amb el capellà i aquest li demanà si tornaria ploure, cosa a la qual en Canta contestà així:
| «                | Es temps va desbaratat plou i fa pardaleries això són ses rogatives que vàrem fer es temps passat, que un poc tard han arribat i ara que és mort es sembrat mos dona aigo tots es dies. | » |
| — Miquel "Canta" | |   |